# Дело о воющей собаке
«Дело о воющей собаке» (англ. The Case of the Howling Dog) — американский детективный фильм режиссёра Алана Кросланда, поставленный по одноимённому роману Эрла Стенли Гарднера, который вышел на экраны в 1934 году.
Это первый из четырёх фильмов серии Warner Bros. 1934—1936 годов об адвокате Перри Мейсоне, в которых заглавную роль сыграл Уоррен Уильям. Всего в период с 1934 по 1937 год студия выпустила шесть фильмов о Перри Мейсоне, в двух последних фильмах заглавного героя сыграли Рикардо Кортес и Дональд Вудс.
В этом фильме к Перри Мейсону обращается Артур Картрайт (Гордон Весткот), который просит воздействовать на своего соседа Клинтона Фоули (Расселл Хикс), воющая собака которого сводит его с ума. Он также просит помочь составить завещание, намереваясь оставить всё своё имущество Эвелин Картрайт, которая в данный момент проживает с Фоули. На следующий день от Картрайта поступает завещание, согласно которому его основным бенифициаром является Бесси Фоули (Мэри Астор). Через день после этого Картрайт и Эвелин таинственно исчезают, а ещё некоторое время спустя Клифтона Фоули и его собаку обнаруживают убитыми в его доме. Улики приводят полицию к Бесси Фоули, за защиту которой берётся Мейсон. В ходе расследования и дальнейшего судебного разбирательства Мейсон доказывает, что это Фоули убил Картрайта и Эвелин, а также добивается оправдания Бесси в убийстве Клинтона Фоули.
Кинокритики дают фильму высокие оценки за умный сюжет, высокий темп повествования, крепкую режиссуру и качественную актёрскую игру.

## Сюжет
В центре Лос-Анджелеса в одном из престижных зданий расположен шикарный офис адвоката Перри Мейсона (Уоррен Уильям), к которому поступает масса обращений и звонков. Практика Мейсона настолько разрослась, что он не может вести все дела сам, перепоручая многие из них двум своим помощникам — Джорджу Доббсу (Джеймс П. Бёртис) и Эдгару Уилеру (Эдди Шуберт)…
Вечером в дорогом спальном районе Лос-Анджелеса миллионер Артур Картрайт (Гордон Весткотт) больше не в состоянии выносить вой соседской собаки, доходя до исступления и хватаясь за голову от боли. На следующее утро Картрайт приходит в офис к Мейсону, уговаривая его решить вопрос с воющей собакой его соседа Клинтона Фоули и помочь составить завещание. По просьбе Мейсона Картрайт рассказывает, что его 27-летняя жена Эвелин Картрайт живёт отдельно от него, и детей у них нет. Перри даёт ему бланк, чтобы составить завещание. Картрайт сообщает, что хочет оставить всё своё имущество женщине, которая проживает в доме Фоули как его жена, хотя таковой не является. После того, как Картрайт передаёт Мейсону 10 тысяч долларов наличными в качестве гонорара, адвокат сразу же соглашается взяться за дело. Предполагая, что его клиент немного не в себе, Мейсон приглашает своего постоянного партнёра, доктора Карла Купера (Фрэнк Рейчер) для оценки психического состояния Картрайта. По просьбе адвоката Картрайт повторяет, что уже в течение двух дней его сосед Клинтон Фоули с помощью воющей собаки пытается свести его с ума. Несмотря на то, что Картрайт требует добиться ареста Фоули, Мейсон предлагает для начала ограничиться направлением официального предупреждения от имени окружного прокурора. После ухода Картрайта доктор заключает, что тот перевозбуждён, но не безумен.
Вечером Картрайт в бинокль наблюдает за домом Фоули и за его собакой, затем берёт пистолет и, предупредив свою глухую экономку Элизабет Уокер (Хелен Лауэлл), выходит из дома, чтобы отправить письмо Мейсону. На следующее утро секретарша Делла Стрит (Хелен Тренхолм) передаёт Мейсону завещание Картрайта вместе с сопроводительным письмом, в котором тот пишет: «Я теперь знаю, почему воет собака. Я хочу, чтобы вы представляли бенефициара, добились реализации моего завещания и боролись за него до самого конца». Раскрыв завещание, Мейсон читает, что Картрайт оставляет 9/10 своего имущества миссис Фоули и 1/10 — самому Мейсону. Перри вспоминает, что вчера в офисе Картрайт говорил, что хотел бы оставить своё имущество женщине, которая живёт с мистером Фоули как его жена. При этом он дал ясно понять, что официально она его женой не является. Теперь же он оставляет своё имущество настоящей жене Фоули. Мейсон заключает, что теперь настоящая миссис Фоули становится его клиенткой, и после получения гонорара он юридически и морально обязан защищать её интересы. Однако он задаётся вопросом, что заставило Картрайта поменять своё решение за ночь.
Вскоре Мейсону звонит окружной прокурор Клод Драмм (Грант Митчелл), к которому обратился Клинтон Фоули (Расселл Хикс) с просьбой направить его соседа Артура Картрайта на обследование на предмет психической вменяемости. Драмм полагает, что дело с воющей собакой — это плод больного воображения Картрайта. Когда Фоули, который находится в офисе у Драмма, заявляет, что Картрайт опасен и способен на убийство, Мейсон немедленно выезжает к прокурору для разговора. В присутствии адвоката Фоули рассказывает о странностях Картрайта, который живёт как отшельник и постоянно следит за ним в бинокль. Фоули говорит, что это психический случай, и у него есть свидетели, которые это подтвердят. По его словам, в такой обстановке на прошлой неделе от него уже уволились повар и шофёр, и сейчас у него только один помощник по дому. Драмм добавляет, что, по его мнению, Картрайт безумен, поскольку донёс на воющую собаку, которая не воет. В ответ Мейсон требует от прокурора быть осторожнее в оценках, пока не была проведена психиатрическая экспертиза и не были допрошены свидетели. После этого Драмм звонит шерифу Биллу Пембертону (Артур Эйлсворт), поручая разобраться с воем собаки и возможным безумием Картрайта или Фоули. Узнав, что интересы Картрайта представляет Мейсон, Пембертон немедленно приезжает к Драмму. Фоули рассказывает, что свидетельницей со стороны Картрайта может быть лишь его экономка, которая ничего не слышит. С другой стороны, жена Фоули, которая болеет и постоянно находится в постели, а также его экономка Люси Бентон (Дороти Три) могут подтвердить, что собака исключительно тихая.
Шериф предлагает взглянуть на саму собаку и вместе с Мейсоном и Фоули приезжает к нему домой, где адвокат обращает внимание, что во дворе рабочие расширяют гараж Фоули. Фоули предлагает поговорить с его женой, но в этот момент на встречу им выбегает молодая привлекательная Люси Бентон, которая сообщает Фоули, что собака только что её укусила. Люси заперла пса в санузле, чтобы тот успокоился. На вопрос шерифа Люси отвечает, что собака не воет и ведёт себя тихо. Когда Фоули предлагает в доме поговорить с женой, Люси сообщает, что та взяла чемодан и уехала на такси, оставив записку. Это удивляет Фоули, который утверждает, что его жена серьёзно больна. Пока Фоули уходит в дом, чтобы прочитать записку, Мейсон спрашивает у Люси, не было ли у неё проблем с миссис Фоули перед её отъездом, однако та категорически заявляет, что всё было в порядке. В доме Фоули сообщает Пембертону и Мейсону, что расследование можно закрывать, так как его жена сбежала с Артуром Картрайтом, после чего показывает оставленную ей записку, в которой говорится: «Дорогой Клинтон, несколько дней назад я узнала, кто является нашим соседом. Я всегда любила его, а не тебя. Я уезжаю с ним. Надеюсь, ты будешь счастлив. Эвелин». Мейсон звонит своим детективам, назначая срочное совещание в своём офисе, а затем приходит в дом Картрайта, где экономка сообщает ему, что хозяин вчера вечером ушёл из дома и больше не возвращался, однако вещи с собой он не брал. Она говорит также, что проработала у Картрайта всего два месяца, после чего захлопывает дверь. Мейсон замечает, что Люси проследила за их разговором. Некоторое время спустя из почтового отделения в городе Вентура в 100 километрах от Лос-Анджелеса женщина отправляет Клинтону Фоули телеграмму за подписью Эвелин с просьбой не предпринимать никаких действий по её розыску.
На совещании в своём офисе Мейсон требует от своих детективов собрать всю возможную информацию на мистера и миссис Клинтон Фоули, а также на их экономку Люси Бентон. Он также просит узнать всё и об Артуре Картрайте, напоминая, что представляет его интересы. Вскоре детективы докладывают Мейсону о том, что женщина, которая последнее время проживала с Фоули по его адресу, является не его женой, а женой Артура Картрайта. Супружеские пары Фоули и Картрайтов жили по соседству в Санта-Барбаре, и дружили семьями. Примерно год назад мистер Фоули исчез вместе с миссис Картрайт. Бесси, жена Фоули, тяжело переживала это, а Картрайт поклялся вернуть жену, даже если на это потребуется вся его жизнь. Примерно два месяца назад он выследил Фоули и Эвелин и переехал в соседний с ними дом. Поняв, что Фоули обвинил Картрайта в том, что тот сбежал со своей собственной женой, Мейсон просит соединить его с Фоули, назначая ему встречу этим вечером. Далее детективы сообщают, что Люси Бентон была личным секретарём Фоули в Санта-Барбаре. Когда Фоули сбежал с миссис Картрайт, он взял мисс Бентон с собой в качестве экономки. Однако похоже, что миссис Картрайт не знала, что Бентон работала на Фоули раньше. Что касается Бесси Фоули, то её пока не удалось найти.
Детектив Доббс ведёт наблюдение за домом Фоули. В 7:15 он видит, как Люси выходит из дома, садится в машину и уезжает. Затем в дом заходит Бесси Фоули, которая наконец нашла своего мужа. Увидев Бесси, Клифтон Фоули заявляет, что она проникла в его дом как взломщик и пускает на неё разъярённую собаку. Раздаётся выстрел, убивающий собаку на месте, после чего Фоули берёт со стола нож и надвигается на Бесси. В этот момент раздаётся ещё один выстрел, и Фоули также падает замертво. Бесси быстро выходит из дома. Ожидающий её таксист говорит, что в соседнем доме никого нет, после чего увозит её по названному ей адресу, который фиксирует детектив. Вскоре к дому подъезжает Мейсон, обнаруживая труп Фоули и его собаки, после чего звонит в полицию капитану Келли (Джозеф Крехан), сообщая ему об убийстве. Вскоре приезжают полицейские во главе с сержантом Холкомбом (Аллен Дженкинс), а также прокурор Драмм.
Мейсон рассказывает, что приехал на встречу с Фоули, и обнаружив его труп, сразу же позвонил в полицию. Прочитав телеграмму, якобы направленную Фоули от имени Эвелин, Драмм предполагает, что убийство мог совершить Картрайт, который сбежал с женой Фоули, однако Мейсон сомневается в этом. Мейсон обращает внимание на то, что собака сидела на цепи в соседней комнате, а также на полотенце, которым Фоули стёр с лица бритвенный крем, прежде чем спустить собаку с цепи. По мнению адвоката, если убийцей был бы Картрайт, он бы не стал дожидаться этого, а просто два раза выстрелил бы без всяких разговоров. Драмм говорит, что Фоули был убит не более часа назад, и Мейсону достаточно сказать, где в это время находился Картрайт, после чего тот перестанет быть подозреваемым. Мейсон отвечает, что ему это не известно и уезжает. Драмм поручает сержанту проследить за Мейсоном.
Детектив Доббс показывает Мейсону такси, на котором уехала Бесси. Таксист Сэм Мартин (Гарри Тайлер) говорит, что женщина забыла в машине свой платок, отдавая его адвокату. По его словам, она была в чёрных перчатках и послала его с сообщением в соседний дом, однако там никого не было. Мейсон просит таксиста сообщить о платке в бюро находок, полагая, что Бесси обратится за ним, и тогда он узнает её адрес. Заметив полицейскую слежку, Мейсон и Доббс быстро скрываются на такси. Доббс докладывает Мейсону, что за Люси заехал автомобиль, сообщая его номер. Мейсон поручает детективу найти в почтовом отделении Вентуры рукописный текст телеграммы, которая была направлена от имени Эвелин.
Тем временем Мейсону звонит детектив Уилер, сообщая адрес гостиницы и номер, где остановилась Бесси под именем С. М. Дэнджерфилд. Мейсон вместе с Деллой приезжает к Бесси. Изложив ей ситуацию, Мейсон далее говорит, что Картрайт составил завещание, оставив ей своё имущество, а ему как адвокату поручил обеспечить её законные права. Мейсон инструктирует Бесси, чтобы она отвечала на вопросы властей только в его присутствии. Затем он проверяет, что у Бесси те самые духи, аромат которых остался в доме Фоули, после чего душит ими Деллу. Бесси же он поручает купить духи другой марки, переехать в гостиницу «Бродвей» и зарегистрироваться под своим настоящим именем. Затем Мейсон надевает на Деллу манто Бесси и просит секретаршу выдать себя за миссис Фоули. Делла под видом Бесси подходит к таксисту Сэму Мартину якобы за платком, а затем передаёт этот платок Мейсону так, чтобы это заметил появившийся сержант Холкомб. Мейсон отдаёт сержанту этот платок, оставленный в машине женщиной, которая была у Фоули вскоре после семи часов. Затем Мейсон немедленно приезжает в гостиницу «Бродвей» к Бесси, которую просит в точности рассказать, что произошло, когда она приехала в дом к своему мужу. Она рассказывает, что они успели обменяться лишь парой слов, после чего Клинтон спустил на неё собаку. В этот момент раздался выстрел, убивший собаку. Когда Клинтон рванулся на Бесси, раздался ещё один выстрел, и её муж тоже упал. В комнате Бесси больше никого не видела, и кто мог стрелять, она не знает. После этого она сбежала. Мейсон говорит, что на полу нашли пистолет, но она отрицает, что у неё было оружие. Далее она говорит, что послала таксиста Мартина к Картрайту, но того не было дома. После этого она попросила таксиста отвезти её обратно в гостиницу. Мейсон сообщает ей, что она потеряла платок, который сейчас находится в полиции. Это улика, и вскоре полиция найдёт и арестует её. Действительно, появляется сержант Холкомб, который арестовывает Бесси по обвинению в убийстве, несмотря на то, что аромат духов в её номере не совпадает с тем, что был на месте преступления.
Позднее Холкомб сообщает Мейсону, что пистолет, найденный в доме Фоули, из которого были убиты и сам Фоули, и его собака, купила Бесси Фоули в Санта-Барбаре за два дня до того, как её муж сбежал с Эвелин Картрайт. Мейсон говорит, что это отличные новости, и быстро удаляется. На встрече с Бесси в тюрьме Мейсон спрашивает её о пистолете, на что она отвечает, что просто забыла о нём. Она объясняет, что за два дня до исчезновения мужа из Санта-Барбары она узнала о его романе с Эвелин Картрайт. После этого она пошла в магазин и импульсивно купила пистолет, не зная, зачем. Дома она достала пистолет и сказала Фоули, что скорее убьёт себя, чем станет известна как жена, которая не смогла удержать своего мужа. После этого Фоули отобрал у неё пистолет, который она с тех пор больше не видела. По мнению Бесси, кто-то завладел пистолетом и совершил убийство. Пытаясь получить козыри для суда, Мейсон расспрашивает Бесси о её муже. Она говорит, что он был жестоким, беспринципным человеком, который унижал её своими романами с другими женщинами. Мейсон считает, что в суде эта информация сыграет только против неё, после чего уходит.
На совещании у Мейсона детективы сообщают, что у Люси Бентон есть алиби на всё то время с момента, когда она вышла из дома Фоули. Они также выяснили, что шофёром Люси был Карл Траск (Джо Сойер), на которого есть досье в полиции. Мейсон требует от детективов выяснить всё, что он и мисс Бентон делали на следующий день после убийства. Доббс по указанию Мейсона достал образцы подписей миссис Фоули, миссис Картрайт и Люси Бентон. Взяв копию записки, которую миссис Картрайт оставила Фоули, а также проект телеграммы из Вентуры от миссис Картрайт к Фоули, он сверяет их с образцами подписей, устанавливая, что ни один из них не совпадает. После этого Мейсон вспоминает, что Люси Бентон укусила собака, и её правая рука до сих пор забинтована. Мейсон звонит Люси, и, выдавая себя за редактора газеты, спрашивает, есть ли у неё дневник. Он говорит, что готов заплатить ей 10 тысяч долларов за эксклюзивные права на его публикацию. Когда Люси проявляет интерес, Мейсон обещает к ней прислать своего сотрудника. Повесив трубку, Мейсон говорит, что за эти деньги даже если у неё не было дневника, она состряпает его. После этого он решает, что к суду готов.
В ходе заседания суда Мейсон просит таксиста Мартина подтвердить, что женщина, которая забыла платок в его машине, и женщина, которая позднее забрала его, это одно и то же лицо. Когда Мартин уверенно подтверждает это, указывая на Бесси, Мейсон сбивает его с толку, указывая на Деллу, после чего таксист выражает сомнение в своих прежних показаниях. Во время перерыва в кабинете судьи Мейсон в присутствии судьи и Драмма признаёт, что вся сцена с Деллой была организована в его подачи. Тем не менее, она делает показания Мартина неубедительными. Вечером Мейсон проводит совещание со своими детективами, ставя три задачи. Во-первых, требуется установить, чей это почерк на записке и проекте телеграммы. Во-вторых, надо доказать, что собака всё-таки выла накануне даже несмотря на то, что сейчас она мертва. И в-третьих, надо найти исчезнувших миссис и мистера Картрайтов, причём седлать это надо раньше людей прокурора. Мейсон посылает детективов под видом репортёров к Люси Бентон за дневником. По мнению Мейсона, без денег она дневник не отдаст, но даст на него посмотреть. Им не нужен весь дневник, они должны лишь вырвать из дневника страницу про день убийства от 18 июня. Люси с одобрения своего партнёра Траска показывает детективам-репортёрам дневник, откуда они вырывают страницу, после чего вручают Траску вызов в суд.
На следующий день в суде Мейсон спрашивает у Люси, была ли собака предана Эвелин Картрайт, мистеру и миссис Фоули, а также привязана к ней, и Люси подтверждает это. При этом она продолжает утверждать, что собака не выла в течение 15 и 16-го числа. Мейсон просит перенести заседание во двор дома Фоули, чтобы продолжит допрос на месте. Только там он сможет представить важнейшую улику, которую невозможно доставить в зал суда. Заседание продолжается в доме Фоули. Мейсон говорит, что, по словам Люси, 17 июня Эвелин Картарйт уехала отсюда на такси, и она это видела. То есть 17 июня утром она видела миссис Картрайт живой. Однако на самом деле она не видела её лично, слышала лишь шаги по лестнице из её комнаты, а также такси у дверей и женщину, которая садится в него и уезжает. По словам Мейсона, Люси решила, что это миссис Картрайт, но она в этом не уверена. Далее Мейсон просит Люси подтвердить, что записка и телеграмма написаны рукой миссис Картрайт, и что это один и тот же почерк. Тем временем по просьбе Мейсона во дворе около гаража вскрывают грунт. Мейсон задаёт вопрос, как миссис Картрайт могла написать записку и телеграмму 17 июня, когда Люси знала, что она была убита 15 июня, а её муж Артур Картрайт был убит в этом доме следующим вечером. Это утверждение носит чисто полемический характер, и по требованию прокурора эти слова Мейсона исключены из стенограммы. Затем Мейсон показывает Люси письмо, но она утверждает, что его не писала, так как у неё совсем другой почерк. Мейсона напоминает, что 17 июня её правая рука была забинтована, значит она не могла ей писать несколько дней. По словам адвоката, 17 июня Люси ездила в Вентуру на машине, которой управлял Карл Траск. Люси подтверждает, что была там, надеясь найти там миссис Картрайт, но телеграмму не отправляла. Тогда Мейсон спрашивает, если она не могла писать, то как же она вела дневник, показывает страницу из её дневника от 18 июня. После этого Мейсон утверждает, что Люси одинаково хорошо имеет писать обеими руками, и она всегда писала левой рукой, когда надо было скрыть свой почерк. Действительно, почерк в её дневнике за этот день совпадает с почерком и в записке, и в телеграмме. В этот момент судье докладывают, что только что в гараже откопали два тела. Это Артур Картрайт и его жена, оба застрелены в голову. Когда судья поручает прокурору установить связь Люси с этими двумя убийствами, она теряет сознание. Заседание продолжается в зале суда. Мейсон напоминает позицию обвинения, что выстрелы, убившие Клинтона Фоули, произвела его жена Бесси. Однако, по словам Мейсона, если бы она была убийцей, собака, которая любила Бесси как свою хозяйку, не бросилась бы на неё, и Бесси не было бы никакого смысла убивать собаку. После этого утверждения присяжные признают Бесси Фоули невиновной в убийстве Клинтона Фоули.
По возвращении в офис Делла спрашивает у Мейсона, как он догадался, что тела закопаны в гараже. Он объясняет, что после визита Картрайта в его офис 15 июня и тем, когда он написал завещание, Картрайт каким-то образом узнал, что его жена мертва. Потому он поменял завещание, оставив всё Бесси вместо жены. Соответственно только Фоули мог убить Эвелин Картрайт, которая каким-то образом узнала, что у Фоули роман с Люси Бентон. Со стороны Фоули это было спланированное убийство, иначе бы Фоули не стал строить абсолютно ненужную пристройку к гаражу. Далее, по словам Мейсона, Фоули, чтобы скрыть первое убийство, совершил и убийство Артура Картрайта, который увидел убийство своей жены. В этот момент в кабинет заходит Бесси, и собака с любовью бросается к ней навстречу. Мейсон объясняет, что не мог понять, почему собака выла и неожиданно напала на Люси, после чего обыскал питомники в ближайшей округе. В одном из них, как он выяснил, Фоули 16 июня поменял свою собаку на почти не отличимую, а Мейсон выкупил старую собаку. Мейсон отдаёт Бесси её собаку, и она уходит. Делла вспоминает, что собака выла и набросилась на Бесси. Это был аргумент, которым Мейсон убедил присяжных в невиновности Бесси, так как её собственная собака никогда бы не напала на неё. Но никто не предполагал, что это могла быть другая собака. Значит, как догадывается Делла, аргумент Мейсона базируется на ложных данных, и значит Бесси на самом деле… В этот момент Мейсон тихо прикрывает ладонью Делле рот. По его убеждению, миссис Фоули всё делала в целях самозащиты от дикой собаки и от убийцы. Кроме того, по закону её уже больше не могут судить по этому делу, так как она уже была оправдана судом присяжных. Делла говорит Мейсону, что он и Святой, и Дьявол одновременно, и они почти целуются.

## В ролях
- Уоррен Уильям — Перри Мейсон
- Мэри Астор — Бесси Фоули
- Гордон Весткотт — Артур Картрайт
- Аллен Дженкинс — детектив сержант Холкомб
- Грант Митчелл — окружной прокурор Клод Драмм
- Хелен Тренхолм — Делла Стрит
- Хелен Лауэлл — Элизабет Уокер, экономка Картрайта
- Дороти Три — Люси Бентон
- Гарри Тайлер — Сэм Мартин, таксист
- Артур Эйлсворт — шериф Билл Пембертон
- Расселл Хикс — Клинтон Фоули
- Фрэнк Рейчер — доктор Карл Купер
- Эддисон Ричардс — судья Маркэм

## Создатели фильма и исполнители главных ролей
Американский детективный писатель Эрл Стэнли Гарднер в течение многих лет занимался адвокатской практикой, начав писать рассказы для криминальных журналов в 1923 году. В 1933 году в романе «Дело о бархатных коготках» он впервые представил читателю адвоката Перри Мейсона, своего самого успешного вымышленного персонажа. В том же романе появились и постоянные партнёры Мейсона — секретарша Делла Стрит и следователь Пол Дрейк. В общей сложности вплоть до 1970 года Гарднер написал 82 романа и несколько рассказов о Перри Мейсоне и его команде. «Дело о воющей собаке» был четвертым романом Гарднера о Мейсоне, он был опубликован в 1934 году в журнале Liberty, после чего права на его экранизацию сразу же купила кинокомпания Warner Bros.
Глава киностудии Джек Уорнер назначил режиссером Алана Кросленда, опытного и надежного мастера с большим опытом, который работал над такими крупными фильмами Warner эпохи немого кино, как «Дон Жуан» (1926), «Любимый плут» (1927) и «Старый Сан-Франциско» (1927). Кросленд также известен тем, что в 1927 году поставил первый звуковой фильм «Певец джаза». В 1936 году Кросленд поставил ещё один фильм о Перри Мейсоне «Дело о чёрном коте» (1936), в котором роль знаменитого адвоката сыграл Рикардо Кортес.
Как пишет историк кино Шон Эксмейкер, в 1932—1933 годах актёр Уоррен Уильям был «матёрым волком в некоторых великих фильмов Warner Bros., снятых до введения Кодекса Хейса, искусным в роли корпоративных акул с безжалостными деловыми инстинктами, учтивыми манерами и пристрастием к молодым женщинам». Начиная с 1934 года, Уильям получил богатый опыт исполнения ролей детективов. В 1934 и 1939 годах он дважды сыграл благородного детектива-любителя Фило Вэнса, в 1935—1936 годах четыре раза исполнил роль адвоката Перри Мейсона, а в 1939—1943 годах снялся в шести фильмах в роли Майкла Линъярда, известного как Одинокий волк, бывшего грабителя драгоценностей, который стал благородным джентльменом и детективом-любителем. Уильям не был первым актёром, который сыграл в кино Фило Вэнса и Одинокого волка, но он был первым, кто сыграл Перри Мейсона, и случилось это именно в этом фильме. Как далее отмечает историк кино Клифф Алиперти, образ «Мейсона в исполнении Уильяма претерпит драматические изменения уже во второй картине „Случай с любопытной невестой“ (1935)». Следующие три появления Уильяма в роли Мейсона более напоминают его образ Одинокого волка в более поздней серии фильмов студии Columbia Pictures, «но все они чрезвычайно занимательны».
До появления в роли роковой женщины в классическом фильме нуар «Мальтийский сокол» (1941) Мэри Астор успела сыграть в таких престижных фильмах, как «Красная пыль» (1932), «Маленький великан» (1933), «Дело об убийстве в питомнике» (1933) «Додсворт» (1936), «Ураган» (1937) и «Великая ложь» (1941), который принёс её «Оскар» за исполнение роли второго плана.

## Фильмы и телесериалы о Перри Мейсоне
Как отмечает историк кино Шон Эксмейкер, актёр «Рэймонд Берр остается определяющим экранным воплощением судебного адвоката Перри Мейсона, созданного писателем Эрлом Стэнли Гарднером, но он был не первым». Задолго до того, как Берр получил роль в продолжительном телесериале (и многочисленных последующих фильмах, снятых для телевидения), первым в качестве Мейсона на экране появился Уоррен в фильме «Дело о воющей собаке» (1934).
Как написал после выхода этого фильма кинокритик «Нью-Йорк Таймс» Босли Краузер, «для тех, кто не знаком с произведениями Гарднера, Перри Мейсон — это адвокат по уголовным делам, чье безразличие к юридической этике превосходит только его удача — или это его способности сыщика? — в выявлении преступников». Как далее отмечает критик, «с помощью привлекательной стенографистки и двух штатных специалистов по установлению фактов, Мейсон умудряется быть на шаг впереди полиции и окружного прокурора всякий раз, когда совершается преступление».
Всего в период с 1934 по 1937 год студия Warner Bros. сделала шесть фильмов о Перри Мейсоне. В следующих трёх фильмах — «Дело о счастливых ножках» (1935), «Дело о любопытной невесте» (1935) и «Дело о бархатных коготках» (1936) — Мейсона снова сыграл Уоррен Уильям. В пятом фильме «Дело о черном коте» (1936) роль Перри Мейсона взял на себя Рикардо Кортес, а в шестом фильме «Дело заикающегося епископа» (1937) Мейсоном стал Дональд Вудс. Во всех этих фильмах секретаршу Перри Мейсона Деллу Стрит сыграли разные актрисы.
Через двадцать лет, с 1957 года на канале CBS стал выходить чрезвычайно популярный телесериал «Перри Мейсон» (1957—1966, 271 эпизод), в котором Рэймонд Берр снялся в роли Перри Мейсона, а Барбара Хейл — в роли Деллы Стрит. С 1973 года на телеэкранах демонстрировался сериал CBS «Новый Перри Мейсон» (1973—1974, 15 эпизодов), где Мейсона играл Монте Маркэм (англ.  Monte Markham), а Деллу Стрит — Шэрон Экер (англ. Sharon Acker). И, наконец, начиная с 1985 года, Берр снова стал Перри Мейсоном в серии из 26 полнометражных телевизионных фильмов студии NBC (эта серия закончилась со смертью Берра в 1993 году). В этих фильмах Барбара Хейл снова играла роль Стрит.

## История создания фильма
История Эрла Стэнли Гарднера, положенная в основу фильма, впервые была опубликована как роман с продолжением в 1934 году в журнале Liberty.
Глава студии Warner Bros. Джек Уорнер сразу же купил права на экранизацию романа и проявил личный интерес к постановке этого фильма, который, как он надеялся, положит начало новому успешному сериалу студии. После рассмотрения на роль Перри Мейсона кандидатуры Эдварда Г. Робинсона, Уорнер предпочёл Уоррена Уильяма после того, как тот сыграл Фило Вэнса в «Деле об убийстве дракона» (1934). В инструкция режиссёру фильма Алану Кросленду Уорнер, в частности, писал: «Мы хотим, чтобы Уильям был как можно более оживленным. Не позволяй ему пробегать взглядом по фильму. Сделай так, чтобы он один или два раза подкрутил усы, три раза ущипнул себя за нос и примерно четыре раза потянул за ухо. Кроме того, сделай по крайней мере полдюжины пожатий плечами и четырнадцать быстрых взглядов назад, когда камера будет за его спиной». Как пишет Эксмейкер, в дальнейшем «Джек Уорнер продолжал засыпать Кросланда заметками, которые граничили с микроменеджментом».
В этом фильме нет хорошо знакомого детектива Мейсона по имени Пол Дрейк. Вместо него действует пара штатных следователей по имени Уилер и Кларк, которые ведут слежку и наружное наблюдение. В этом фильме также нет хорошо знакомых современному зрителю окружного прокурора Гамильтона Бергера и детектива отдела по расследованию убийств, лейтенанта Дж. Трэгга, которые к тому времени ещё не были созданы Гарднером. Бергер впервые появился в романах писателя в 1935 году, а Трэгг — в 1940-м. Вместо них действуют окружной прокурор Клод Драмм (Грант Митчелл) и сержант Холкомб (Аллен Дженкинс).
В фильме нет фоновой музыки, за исключением короткого промежутка времени в одной сцене, когда по радио звучит заглавная песня из фильма Warner Bros. «Дамы» (англ. Dames) (1934)
Фильм находился в производстве с конца мая по 14 июля 1934 года и вышел на экраны 22 сентября 1934 года.

## Оценка фильма критикой

### Общая оценка фильма
Как отмечает Эксмейкер, после выхода фильма на экраны кинокритик «Нью-Йорк Таймс» Фрэнк С. Ньюджент дал ему восторженный отзыв. По словам Ньюджента, «это крепко сколоченная история, которая развивается в быстром темпе и подчёркивает драматические моменты, а главное, она честна со своей аудиторией». Рецензент подчёркивает, что в то время редко можно было увидеть «детективный фильм, в котором, к счастью, нет криков в ночи, крадущихся дворецких, теней на стенах и фигур в плащах за потайными панелями». Здесь также «нет ни одного комичного репортёра, ни одной истеричной служанки. Даже тупой сержант полиции, которого на этот раз играет Аллен Дженкинс, держится в узде». Еще одним удивительным фактом, по мнению Ньюджента, является то, что «одно из трёх убийств совершено на глазах у зрителей; но даже эта сцена поставлена настолько аккуратно, что нельзя быть до конца уверенным в личности убийцы». Как заключает критик, «эта первая кинокартина Гарднера стала желанным зрелищем для любителей кинематографических детективов».
Фильм стал хитом, и на свет появился сериал, в котором Уильям сыграл роль ещё в трёх картинах Перри Мейсона в течение следующих двух лет.
По мнению современного кинокритика Ханса Воллстейна, это «типичный фильм Warner Bros. категории В, ознаменовавший первое появление на экране любимого книжного адвоката. Фильм короткий, приятный и почти полностью лишён музыкального сопровождения». По мнению Клиффа Алиперти, «этот фильм явно не такой крутой, как некоторые детективы, вышедшие в более поздние годы, и он не пытается передать юмор тех фильмов, которые сделаны под влиянием цикла о Тонком человеке». Тем не менее, он «просто великолепно передает историю, которая развивается от того, что кажется серией потенциальных отвлекающих маневров, к интригующей тайне, и мы с нетерпением ждём, чтобы искусный Мейсон разгадал её для нас».

### Оценка актёрской игры
Фрэнк Ньюджент полагает, что «Уоррен Уильям в роли Мейсона играет с лёгкостью. Он бесконечно лучше подходит для этой роли, чем для роли Фило Вэнса в „Деле об убийстве дракона“, где он спотыкался о наследие Уильяма Пауэлла». По мнению Шона Эксмейкера, представленный в фильме «взгляд на знаменитого вымышленного адвоката сильно отличается от воплощения Рэймонда Берра». Мейсон в исполнении Уильяма — это адвокат, прямо-таки воплощающий в себе тип личности, заложенный в эпохе до кодекса Хейса. Он бесцеремонен в отношении профессиональной этики, препятствует правосудию, чтобы защитить клиента, и блистает в зале суда, где его стиль наполнен драматическими, эффектными приёмами. Хотя он остался похотливым волком из своих предыдущих фильмов, Уильям в роли Мейсона одновременно является элегантным и обходительным джентльменом и чрезвычайно занятым главой крупной юридической фирмы. Как отмечает Ханс Воллстейн, «не ждите такого же строгого и серьёзного подхода к Эрлу Стэнли Гарднеру, который привнёс Рэймонд Бёрр в роль вечно популярного судебного героя. Вместо этого Уоррен Уильям играет Перри Мейсона в своей обычной лёгкой игривой манере, и это именно то, что нужно». При этом, по словам современного историка кино Клиффа Алиперти, первое исполнение Уорреном роли Мейсона «гораздо более верно Гарднеру, чем в последующих фильмах с его участием, и гораздо ближе к тому, что Рэймонд Берр привнесет в эту роль позже, когда он станет обладателем роли Мейсона на телевидении в 1950-60-х годах и снова в 1980-90-х годах».
Ньюджент также отмечает игру в этом фильме Хелен Тренхолм, которая дебютировала на экране, Мэри Астор, Дороти Три, Хелен Лауэлл, Гранта Митчелла, и «фактически, всех актёров в целом, которые помогают сделать эту первую картину Гарднера желанным развлечением для любителей кинодетективов». Эксмейкер также отмечает Хелен Тренхолм в роли верной секретарши Деллы Стрит, которая активно участвует в истории, в частности, по заданию Мейсона исполняет «под прикрытием хитрую роль, которая становится ключевым моментом при рассмотрении дела в зале суда». Воллстейн однако полагает, что Стрит, «восхитительная секретарша Мейсона, которую здесь играет канадская актриса Хелен Тренхолм, получает лишь эпизодическую роль, зато Мэри Астор в роли клиентки Мейсона демонстрирует звёздную игру, которая в некотором смысле предвосхищает её роль Бриджит О’Шонесси в „Мальтийском соколе“ (1941)». Эксмейкер также отмечает, что «Мэри Астор, указанная в титрах второй, создала запоминающийся образ таинственной женщины в чёрном. Это небольшая роль с точки зрения экранного времени, особенно для звезды её калибра, но она занимает центральное место в сюжете: она сразу же становится главной подозреваемой и новой клиенткой Мейсона». В этой роли Астор в последнюю минуту заменила Бетт Дейвис, которая выбыла за несколько дней до начала съёмок.